# Matthias Höring
Matthias Höring (* 18. Juni 1962) ist ein deutscher Tischtennisspieler. Er wurde zweimal Deutscher Meister.

## Werdegang
Matthias Höring spielte in den 1980er Jahren mit mehreren Unterbrechungen meist mit dem Verein TTC Grünweiß Bad Hamm in der Bundesliga. In der Saison 1985/86 wurde er mit Borussia Düsseldorf Deutscher Meister. Bei den Nationalen Deutschen Meisterschaften der Individualwettbewerbe erreichte er 1985 im Mixed mit Katja Nolten das Halbfinale, 1988 holte er im Mixed mit Ilka Böhning den Titel.
Ein zweijähriges Zwischenspiel Ende der 1980er Jahre bei Germania Schnelsen nutzte er zur Teilnahme an den Hamburger Meisterschaften. Hier siegte er 1989 und 1990 jeweils im Einzel und im Doppel mit Manfred Nieswand. In der Saison 1993/94 wurde er mit TTF Bad Honnef Meister der 2. Bundesliga Nord.
Erfolge erzielte er auch im Seniorenbereich: Mit TTC Schwalbe Bergneustadt wurde Matthias Höring 2006 Deutscher Senioren-Mannschaftsmeister Ü40.